# Szappanopera
A szappanopera a televíziós filmsorozatok egyik altípusa. Szórakoztató, fikciós műfaj, történetvezetése (angol kifejezéssel élve: storyline-ja) epizódokra oszlik, melyeket egyes televízió- és rádióállomások folyamatosan beillesztenek műsorstruktúrájukba (programmingjukba). A szó pontos fordítása az angol soap opera kifejezésnek. Az elnevezésben a „szappan” szó egyes korai amerikai rádiósorozatokra utal, amelyeket reklámcélból nagy szappangyártó cégek szponzoráltak, az „opera” szó pedig a műfaj drámai cselekményét hasonlítja a zenei operáéhoz.

## A szappanopera jellemzői
Történetének középpontjában egy közösség áll (pl. család, lakóközösség, barátok, munkahely, iskola), a több szálon futó cselekményt a szereplők között újra és újra felbukkanó konfliktusok viszik tovább. Legfontosabb eszköze a dráma, a glamour és a romantika, de ritkán bűnügyi és helyzetkomikus elemek is elvegyülhetnek benne. Az epizódok egymásból következnek: az alkotók nem részenként mesélnek el egy kerek történetet, mint más műfajú szériák esetén (pl. Kojak, Kisváros, Columbo, Nyomtalanul, CSI: A helyszínelők), hanem sok cselekményszál egy-egy darabját láthatjuk egyetlen részben. Egy rész történéseinek megértéséhez korábbi ismeretek szükségesek, az eseményekbe való bekapcsolódás nem túl egyszerű (ezzel ellentétben más sorozatok külön-külön darabjai önmagukban is élvezhetők). A szappanopera általában a valódi világ idejét prezentálja, ritkán játszódik más korszakokban.
A karakterek általában sokszínűek, összetettek, egyikükben-másikukban az átlagember is magára ismerhet. A sorozatalakok eltérő jelleme számos konfliktus forrása. Ha a széria már viszonylag hosszú ideje fut, egyes főszereplőket kiírhatnak, másokat beírhatnak az alkotók az unalmasság elkerülése végett.
A részek visszatérésének periodikája szerint megkülönböztethetünk napi szappanoperákat (daytime soap) és heti (vagy főműsoridős) szappanoperákat (weekly/primetime soap). A napi szappanopera hétfőtől péntekig jelentkezik ugyanabban az időpontban, és a készítők ritkán tartanak nyári szünetet. Itt a történet bő lére van eresztve, sok a „töltelékjelenet”, sőt, ha a néző kihagyna pár részt, akkor a jelenetekben visszautalásokat, esetleg ún. flashbackeket, azaz visszaemlékezéseket kap az alkotóktól a megértés érdekében. A főszereplők száma 18-22 körül mozog, ehhez jönnek a mellékszereplők. A részek hosszúsága 20 (reklámmal együtt 30) és 40 (reklámmal együtt 60) perc közötti. A jeleneteket gyakorta két, három vagy több kamera veszi (angolul multicamera), ugyanis a felvételek gyakori megismétlésére nincsen lehetőség, gyorsan kell haladni. Nem ritka, hogy az adásba került jelenetet a néhány jelenetrögzítés darabjaiból vágják össze, hogy az tökéletes legyen.
Tipikus külföldi napi szappanopera: Gazdagok és szépek (The Bold and the Beautiful, USA, CBS); Marienhof (Németország, ARD – Das Erste); EastEnders (Egyesült Királyság, BBC); Coronation Street (Egyesült Királyság, ITV), Neighbours (az ausztrál Szomszédok, amely nem azonos a magyar Szomszédokkal).
Tipikus magyar napi szappanopera: Barátok közt (RTL Klub, 1998–2021); Jóban Rosszban (TV2, 2005–2021); Éjjel-nappal Budapest (RTL Klub, 2013-)
A heti szappanopera általában hetente jelentkezik. A történetvezetés velős, a szereplők életének legfontosabb eseményeire koncentrálnak. Ebben az esetben gyakori a nyári szünet, de nem törvényszerű. A főszereplők száma gyakorta nem több 10-12-nél. Itt jóval kevesebb a visszautalás, a nézőnek "muszáj" minden részhez leülnie. Egy epizód általában néhány nap történéseit foglalja össze. A jeleneteket általában egyetlen kamerával forgatják, akárcsak a filmek esetén, és gyakoriak a vágások. Ezzel minőségibb látványt érnek el.
Tipikus külföldi heti szappanopera: Dallas (USA); Falcon Crest (USA); Dinasztia (Dinasty, USA); Knots Landing (a Dallas testvérsorozata, USA); Melrose Place (USA); Beverly Hills 90210 (USA); Lindenstraße (Németország, ARD – Das Erste, mellesleg az angol napi formátumú Coronation Street adaptációja).
Tipikus magyar heti szappanopera: Szomszédok
Főleg napi szappanoperákra jellemző a sok stúdiófelvétel, a kevés külső helyszín. Sok esetben díszletóriások között forgatják őket. Ez gyakran a történetvezetésen is látszik: például komoly akciójeleneteket, sok külső felvételt igénylő történetszálakat nem tartalmaznak. Ezzel garantálja a gyártó cég az alacsony költségeket, illetve a jelenetek felvételének gyorsaságát. A díszletek mellett közvetlenül helyezik el az öltözőket, a kellék- és ruhatárat, a stáb egyes nem színész tagjainak az irodáit. A heti szériák nagyobb költségvetésből készülnek, több a külső jelenet, s nem ritkán eredeti helyszíneken készülnek azok.
A szappanoperát gyártó (vagy gyártató) társaságok az esetek döntő többségében több évre tervezik termékük piaci jelenlétét, így az ún. minisorozatok (2-13 résszel bíró szériák) semmiképpen sem számítanak szappanoperának. (Heti szappanoperák esetében előfordulhat, hogy csak 5-13 részt él meg a sorozat, ha a termék nem éri el a kívánt népszerűséget.)
Az egyes epizódok szinte mindig ún. cliffhangerrel záródnak: a sorozatíró ilyenkor az érdekes jelenet történéseit nyitva hagyja, majd a következő epizódban fejezi be. A cliffhangerrel biztosítják, hogy a befogadó a következő részre is kapható legyen. (Cliffhangert találhatunk a műsorba beékelt reklámszünet előtt is.)

## A szappanopera célja
A televízió- vagy rádióállomás szándéka, hogy a nézőket/hallgatókat folyamatosan, ugyanabban az időpontban a képernyő vagy a hangszórók elé szegezze, napi/heti rítust alakítson ki. Főleg kereskedelmi médiánál fontos ez, hiszen így a reklámokat előre el tudják helyezni, és a sorozat által preferált közönséghez tudják igazítani; továbbá a szappanopera nézőinek egy részét már el is könyvelhetik az azt követő műsorszám befogadójaként is (lásd a Barátok közt példáját, amely hazánk legnézettebb programjainak egyike, és gyakran emel az az utáni műsorszám nézettségén). Legtöbbször a 18-49 év közötti nőket, családanyákat tekintik fő célcsoportnak, de léteznek kifejezetten ifjúságnak, férfiaknak, homoszexuálisoknak, illetve egyéb szubkultúráknak szánt szappanoperák is. A szegény országok, továbbá a közszolgálati média sorozataiban felbukkanhat oktató-nevelő szándék is, ezek társadalmi rétegek elfogadását is elősegíthetik (mozgásában korlátozott a német Marienhofban, egykori állami gondozott a Szomszédokban, homoszexuális a Barátok köztben).
Befogadói oldalról vizsgálva az efféle sorozatok (médiapszichológusok szerint) könnyed kikapcsolódást ígérnek, meghatározzák a következő nap beszédtémáját (ezzel kapcsolatfenntartási lehetőséget teremtenek), menekülési módot nyújtanak a hétköznapok sivárságából. Segítségükkel a nézők/hallgatók kiélhetik fel nem dolgozott konfliktusaikat, elfojtott vágyaikat; esetleg kulcsot kaphatnak egyes konfliktusok megoldására.

## A szappanopera története
Mint sok más műsortípusnak, a szappanoperának is az Egyesült Államok a szülőhazája. Előzményeinek a napilapok hasábjain megjelent folytatásos regények, folytatásos képregények számítanak. Ez a műsortípus kereskedelmi alapokon jön létre: a kezdetleges rádiós szappanoperák heti 5-10 percben egy család történetét mutatták be, ahol a családtagok folyamatosan szappan-, fogkrém-, vagy mosópormárkák előnyeit hangsúlyozzák (innen a név, és vö. product placement/termékmegjelenítés). A sorozatot mindig egyetlen cég szponzorálja, mint például a Procter&Gamble vagy a Colgate-Palmolive.
Az újabb fejlődési szakaszban még mindig a rádiónál vagyunk, a szappanoperákat még mindig egyetlen cég szponzorálja, de a részek hossza megnyúlik 15-30 percre. Több szereplő jelenik meg a sorozatban, a cselekmények bonyolultabbá válnak. A hőskori szappanoperák első tagja a Betty and Bob (1932-ben sugározzák először). A Guiding Light (Vezérlő fény) 1937-ben indul az NBC-n. 1940-ben már 64 efféle sorozat fut a rádiókban, és 1950-51 fordulóján megjelenik az első európai rádiós szappanopera is, ez az angol BBC műsora, a címe The Archers (s mivel a BBC közszolgálati médium, nincsen szponzor).
A televízió elterjedésével a műsortípus a rádióból a képernyőkre költözik, a hatvanas években már alig találunk csak hangos amerikai sorozatot. Az Egyesült Államokban egyes rádiós sorozatok véget érnek, mások a tévében folytatódnak. A televíziókban újabb és újabb szappanoperák indulnak. Tévére alkalmazzák a fentebb említett Vezérlő fényt is: 1952-ben nemcsak platformot, hanem társaságot is váltanak (NBC helyett CBS), amelynek története már számos család történetéről szól. (A Vezérlő fény egyébként a világ leghosszabb ilyen sorozata, 2007-ben túllépte a tizenötezredik epizódszámot).
Az ötvenes években már napi és heti televíziós szappanoperák is léteznek. A napi sorozatok epizódjai 15 perc hosszúak és fekete-fehérek. Több jelenetet élőben sugároznak, hiszen a technika még elég fejletlen. A drasztikus változások a hatvanas-hetvenes években következnek: a sorozatok színessé válnak, a részek sugárzási ideje megnyúlik (reklámokkal együtt számítva) harminc és hatvan percre. A daytime-ok a főműsoridőhöz közeli időpontban (nyolc óra előtt) jelentkeznek ekkor.
Amerikában a hetvenes-nyolcvanas években vándorolnak távolabb a főműsoridőtől a napi szappanoperák, évtizedről évtizedre egy time-slottal korábbra. Ma az USA országos állomásai közül három (ABC, CBS, NBC) ad ilyen sorozatokat, 11.30 és 15.00 között. A napi szériákra vevők éhségét már a hetvenes végétől igényes heti szappanoperákkal pótolják (pl. Dallas), a főműsoridőbe más típusú is sorozatok kerülnek. Léteznek csak kábeltelevíziókban sugárzott amerikai napi szappanoperák is. A több évtizedes történelmű efféle szériák az unalmasság elkerülése miatt új elemeket csempésznek a történetbe: thrillert, krimit, misztikumot (némelyik jócskán elrugaszkodik a valóságtól), s megjelenik a homo- illetve transzszexualizmus ábrázolása is.

## Magyar tévhitek a szappanoperákkal kapcsolatban
A magyar televíziónézők többsége a szappanopera műfaját gyakran keveri össze más típusú sorozatokkal, s magát a szót pejoratív tartalommal ruházza föl. Ez a sorozattípus élesen megkülönböztetendő a szituációs komédiáktól (Jóbarátok, Egy rém rendes család, Família Kft., Avrupa Yakası); és a (főként heti) drámasorozatoktól. A drámaszériák változatosságot mutatnak (létezik bűnügyi, akció, családi, hagyományos, jogi, orvosi, tudományos-fantasztikus, misztikus, ifjúsági, szerializált stb.) változat, illetve ezek keverékei (pl. dramedy, a sitcom és a drámasorozat keveréke, mint a Született feleségek). Néhány példa: nem szappanopera a Doktor House, a CSI – A helyszínelők, az Ugly Betty (Címlapsztori), a 24, a Prison Break (A szökés), az Ally McBeal, a Vészhelyzet, a Csillagkapu, Az elnök emberei, a Maffiózók, a Szellemekkel suttogó stb.
A telenovella (Rosalinda, Marimar, Esmeralda, Kassandra) szintén nem szappanopera, de rokon műfaj. Az eltérés egyik fő oka, hogy a telenovellák nem végeláthatatlanok, hanem 80-200 részre tervezett, többnyire romantikus sorozatok, amelyeket a hét minden napján vetítenek.
Hasonlóan rokon műfaj az ázsiai 15-20 részes sorozattípus, a dorama.

## Az amerikai típusú szappanopera
Föld felett járó, romantikus, sablonos karakterekkel operál, kevés az összetett jellem, a színészek játéka színpadias. A történetek gyakran gazdag családokról és azok marakodásairól szólnak. Több daytime soap kórházi környezetben játszódik. Fantasztikus elemek jelenhetnek meg benne (szellem, idegen lény), sőt meseszerűek is (pl. az orvosnő meghal, de lelke a kómában lévő doktorba költözik, és az felkel a kómából; az egyik szereplő pszichopata, és eljátssza a saját ikertestvérét; színészváltásnál a szereplő úgy dönt, hogy plasztikai műtéttel megmásítja fizimiskáját). Míg a heti szappanopera halad a normális világ idejével, a napi szappan nem feltétlenül: egy nap eseményeit akár 10-20 részben is megjeleníthetik, mely egység eltelte után sem feltétlenül következik ugrás, hogy igazodhassanak a normális világ idejéhez.
Jelenlegi amerikai napi szappanoperák országos adókon:
All My Children (1970-től fut, ABC, 60 perc)
The Bold and the Beautiful (1987-től fut, CBS, 30 perc, nálunk a tv2 vetítette Gazdagok és szépek címmel)
Days of Our Lives (1965-től fut, 60 perc, NBC, nálunk először az RTL Klub vetítette Ármány és szenvedély címmel, majd a tv2 tűzte műsorra Életünk napjai néven, a sorozat jelenleg az fem3 csatornán folytatódik)
General Hospital (1963-tól fut, 60 perc, ABC)
Guiding Light (1937-től rádióban, 1952-től televízióban fut, CBS, 60 perc, nálunk az m2 vetíti jelenleg Vezérlő fény címmel)
One Life to Live (1968-tól fut, ABC, 60 perc)
The Young and the Restless (1973-tól fut, CBS, 60 perc)

## Az európai típusú szappanopera
A jellemek összetettebbek, az amerikaitól eltérően a főbb karakterek többségét hétköznapi alakok adják. Nem ritka a naturalisztikus ábrázolás, realisztikus a történetvezetés és a felépítés. Az első európai televíziós napi szappanopera 1960-ban jelent meg az első angol kereskedelmi adón, az ITV-n. Németországban az első napi változat 1992-ben indult, az első heti pedig 1985-ben. Európában ritka a product placement (magyarul: termékelhelyezés) a szappanoperáknál.
Néhány jelenleg is futó európai napi szappanopera: Coronation Street (1960-tól, Egyesült Királyság, ITV); EastEnders (1985-től, Egyesült Királyság, BBC); Gute Zeiten, Slechte Zeiten (1992-től, Németország, RTL); Marienhof (1992-től, Németország, Das Erste); Unter Uns (1994-től, Németország, RTL); Verbotene Liebe (1995-től, Németország, Das Erste).
Ausztrália hasonló szappanoperákat gyárt, mint Európa, és gyakran kiemeli a helyi adottságokat: tengerpart, tengerparti szórakozóhely, stb. Híres ottani napi szappanoperák: Neighbours (1985-től); Home and Away (1988-tól fut).
Érdekesség, hogy a német Gute Zeiten, Slechte Zeiten és a holland Goede tijden, sclechte tijden az ausztrál "The Restless Years" (1977–1981) című sorozaton alapszik.

## A latin-amerikai telenovella
A latin-amerikai telenovella különálló műfaj, de a szappanoperával rokon. Mai formájában az 1950-es évek végén született Mexikóban (részben az amerikai szappanoperák mintájára), bár a legelső telenovellákat Brazíliában és Kubában készítették ezt megelőzően.

## Magyar szappanoperák
Jelenleg csak három hazai sorozat számít televíziós szappanoperának: a Barátok közt (RTL Klub); a Jóban Rosszban (TV2); és az RTL Klub nem túl hosszú életet élt Szeress most!-ja. Egyes sajátos elemek hiánya miatt a Szomszédok és az Életképek nem tekinthetők szappanoperának, azonban ehhez a műfajhoz állnak a legközelebb. Ehhez hasonlóan az 1959-ben útjára bocsátott, egészen 2007-ig futó rádiós A Szabó család is közel áll a műfajhoz, de ebből is hiányzik néhány sajátosság, továbbá egyes elemek miatt inkább a szituációs komédia műfajához állt közelebb.